# Roger Eddé
Roger Eddé est un homme d'affaires et homme politique libanais.

## Biographie
Originaire de Byblos, Roger Eddé est avocat et se spécialise dans le droit international des affaires
Il se marie en 1975 à l'interprète américaine Alice Kingsbury Bradley.
Il est le propriétaire de l'hotel Eddesands et de son Wellness resort.
En 2006, il est le fondateur Parti Assalam, ou Parti libanais de la paix.
Plusieurs médias français relaient la nouvelle de sa rencontre avec Marine Le Pen, la dirigeante du parti d'extrême-droite le Rassemblement national lors de sa campagne pour l'élection présidentielle française de 2017,,.